# János Pintz
János Pintz (* 20. Dezember 1950 in Budapest) ist ein ungarischer Mathematiker, der sich mit analytischer Zahlentheorie beschäftigt.
Pintz ist am Alfréd-Rényi-Institut der Ungarischen Akademie der Wissenschaften. Er ist ein Schüler von Pál Turán, bei dem er 1976 promoviert wurde. Seine erste wissenschaftliche Veröffentlichung ist von 1971.
1985 gab er eine obere Schranke für ein Gegenbeispiel der Mertens-Vermutung (eine Ungleichung für die Mertensfunktion), die im selben Jahr durch Andrew Odlyzko und Herman te Riele widerlegt wurde, allerdings durch einen Existenzbeweis ohne Abschätzung der Größe eines Gegenbeispiels.
Er erzielte unter anderem Ergebnisse in der von Pál Turán begründeten Vergleichenden Primzahltheorie und in der Verbesserung des Exponenten im Satz von Guido Hoheisel über die Differenz aufeinanderfolgender Primzahlen.
Pintz bewies mit Dan Goldston und Cem Yıldırım 2005 einen Satz über die Anzahl von Primzahlzwillingen mit (im Vergleich zum Mittelwert, der bei einer Primzahl p von der Größenordnung log p ist) kleinem Abstand voneinander (siehe Artikel Goldston). Sie verwendeten dabei das nach ihnen benannte GPY-Sieb. Der erste Beweis von Goldston und Yıldırım 2003 war fehlerhaft, konnte aber in Zusammenarbeit mit Pintz korrigiert werden. Den drei Mathematikern wurde 2014 gemeinsam der Colepreis für Zahlentheorie zugesprochen. 2014 war er mit Goldston und Yildirim Eingeladener Sprecher auf dem ICM in Seoul (Small gaps between primes).
Seit 2004 war er korrespondierendes und seit 2010 ist er ordentliches Mitglied der Ungarischen Akademie der Wissenschaften. 2013 wurde er zum Mitglied der Academia Europaea gewählt.

## Auszeichnungen und Mitgliedschaften
- 1973 Kato-Rényi-Preis[7]
- 1974 Grünwald-Géza-Gedächtnispreis[7]
- 1995 Akademikerpreis[4]